# Brian Houghton Hodgson
Pour les articles homonymes, voir Hodgson et Houghton.
Brian Houghton Hodgson est un administrateur colonial, un ethnologue et un naturaliste britannique, né le 1er février 1800 à Prestbury (dans le Cheshire) et mort le 23 mai 1894 à Londres.

## Biographie
Il est le fils aîné de B. Hodgson, Esquire de Lower Beech. Son grand-oncle, doyen de Carlisle, souhaite qu’il entre dans les Ordres, mais le jeune Brian Hodgson n’en a aucun désir. Il entre en 1816 au Haileybury College où il loge avec Thomas Malthus (1766-1834). Il entre en 1818 au service de la Compagnie anglaise des Indes orientales. Là, il y étudie le sanskrit durant un an à l’école de Fort William. Sa santé s’étant détériorée, il obtient un emploi comme assistant de George William Traill (1836-1897), commissaire du Kumaon, une province de l’ouest de l’Himalaya. C’est sous la direction de Traill qu’il commence à étudier la faune et les peuples de la région. Il est envoyé au Népal en 1820 et il y demeure jusqu’en 1843. Il commence à étudier la littérature bouddhiste népalaise et tibétaine. Il fait parvenir 270 volumes de littérature sanskrite et tibétaine aux institutions britanniques ainsi que 147 volumes à la Société asiatique de Paris. En 1845, il est muté à Darjeeling.
Il fait paraître de très nombreux articles sur les Népalais, leur langue, leur littérature et leur religion. Il se passionne pour le bouddhisme et est l’une des figures marquantes de son introduction au Royaume-Uni et, d’une façon plus générale, en Europe. Il milite pour l’enseignement des langues vernaculaires dans les écoles primaires ce qui lui vaut une vigoureuse opposition des partisans de l’enseignement de l’anglais ou d’autres grandes langues asiatiques. Ses vues seront finalement adoptées en 1854.
Hodgson étudie également les animaux de la région et assemble une grande collection qu’il offre plus tard au British Museum. Durant son séjour dans l’Himalaya, il entretenait une équipe de chasseurs, de taxidermistes et d’illustrateurs. Ses observations sont très précises et complètes car systématiquement ses descriptions comportent des observations anatomiques mais aussi sur les mœurs, la reproduction et la distribution géographique. Hodgson fait paraître 127 articles zoologiques, principalement dans le Journal of the Asiatic Society of Bengal. Il amasse une collection de 9 512 spécimens d’oiseaux appartement à 672 espèces dont 124 nouvelles, 9 037 spécimens de mammifères et 84 de reptiles, ainsi que 1 853 dessins. Il décrit lui-même 79 espèces d’oiseaux. Les doubles de sa collection sont distribués dans les principaux muséums d’Europe et d’Amérique. Il fut le premier scientifique à collectionner des oiseaux du Tibet et à publier à leur sujet.   
Il se retire au Royaume-Uni en 1858. Il se marie en 1863 avec Anne Scott, fille du général H.A. Scott. Après la mort de sa femme, il se remarie avec Susan Townshend en 1868. Il devient membre de la Linnean Society of London en 1835 et de Royal Society en 1877. Il devient correspondant de la Royal Asiatic Society en 1828 dont il assure la vice-présidence en 1876, correspondant de la Zoological Society of London en 1859 et de nombreuses autres sociétés savantes. Il reçoit un Doctor of Civil Law honoraire d’Oxford en 1889.

## Liste partielle des publications
- Miscellaneous Essays relating to Indian Subjects. Trübner, London 1880.
- Essays on the languages, literature, and religion of Nepál and Tibet. Trübner, London 1874.
- Comparative vocabulary of the languages of the broken tribes of Népál. Calcutta 1859.
- Papers relative to the colonization, commerce, physical geography, &c. ... Calcutta 1857.
- Route of two Nepalese Embassies to Pekin with remarks on the water-shed and plateau of Tibet. Hodgson, Darjeeling 1856.
- Route from Kathmandu, the capital of Nepal, to Darjeling in Sikim, interspersed with remarks on the people and country. Calcutta 1848.
- Essay the first. Thomas, Calcutta 1847.
- Preeminence of the vernaculars. Serampore 1847.
- Catalogue of Nipalese birds between 1824 and 1844. Calcutta 1844.
- Illustrations of the literature and religion of the Buddhists. Serampore, 1841.